# Talenkennis van presidenten van de Verenigde Staten

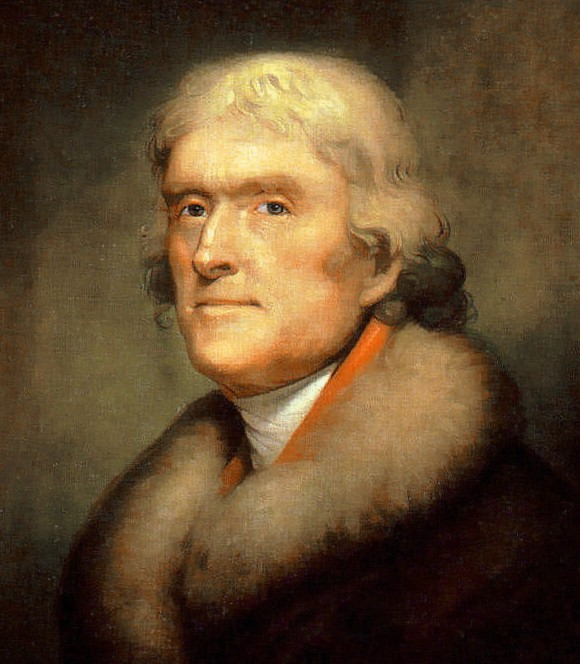
Thomas Jefferson beweerde zes verschillende talen te spreken en schrijven

Van de 44 presidenten van de Verenigde Staten kon ten minste de helft zich redden in een andere taal dan het Engels. Alleen Martin van Buren leerde Engels als tweede taal; Nederlands was zijn moedertaal. Vier van de vroegste presidenten waren meertalig: John Adams en Thomas Jefferson spraken elk meer dan vijf talen op een voldoende niveau om gesprekken te voeren. Beide Roosevelts spraken Frans, en Woodrow Wilson en Franklin D. Roosevelt spraken ook Duits. Weinig hedendaagse presidenten spreken nog een andere taal dan het Engels. Jimmy Carter en George W. Bush hadden enige kennis van het Spaans. Wat Aziatische talen betreft: Herbert Hoover sprak vloeiend Mandarijn en Barack Obama spreekt Indonesisch op gespreksniveau.

## 18e en 19e eeuw

### John Adams
John Adams, de tweede president van de Verenigde Staten, leerde al op jonge leeftijd om Latijn te lezen. Ter voorbereiding op zijn studie aan de Harvard-universiteit ging hij nog enige tijd naar school om Latijn te leren.

### Thomas Jefferson
Thomas Jefferson kon uit een aantal talen teksten lezen. In een brief aan de publicist Joseph Delaplaine, uit Philadelphia, van 12 april 1817 schreef Jefferson dat hij in zes talen kon lezen en schrijven. Dit waren Engels, Grieks, Latijn, Frans, Italiaans, en Spaans. Na zijn dood werd een aantal boeken, woordenboeken en boeken over grammatica in verschillende talen gevonden in Jeffersons bibliotheek. Dit suggereert dat hij, naast de talen die hij al machtig was, nog meer talen bestudeerde. Onder deze boeken bevonden zich werken over het Arabisch, Goidelisch en Welsh.
Wat betreft het leren van Spaans vertelde Jefferson aan John Quincy Adams dat hij het tijdens een boottocht van de Verenigde Staten naar Frankrijk in een periode van negentien dagen had geleerd. Hij had een Spaans grammaticaboek en een kopie van Don Quichot van een vriend geleend, en tijdens de reis heeft hij deze gelezen. Adams was hierover sceptisch: Jefferson zou vaak “overdreven verhalen” vertellen.

### James Madison
Op twaalfjarige leeftijd was James Madison begonnen met het leren van Latijn, en hij leerde Oud-Grieks ter voorbereiding op een academische opleiding. Op het moment dat hij aan het College of New Jersey (de latere Princeton-universiteit) begon te studeren beheerste hij het Grieks en Latijn. Hij heeft meerdere vertalingen geproduceerd, waaronder van Hugo de Groot, Pufendorf en Vattel. Hij bestudeerde ook Horatius en Ovidius. Gedurende zijn studie leerde hij Hebreeuws te lezen. Hoewel hij zijn diploma kon behalen bleef hij een jaar langer studeren om ethiek en Hebreeuws te kunnen blijven studeren.

### James Monroe
James Monroe leerde tijdens de periode dat hij diplomaat in Parijs was vloeiend Frans spreken. De hele familie Monroe sprak Frans, zij spraken het onderling vaak ook terwijl zij thuis waren.

### John Quincy Adams
John Quincy Adams is in zowel Nederland als in Frankrijk naar school geweest; hierdoor sprak hij vloeiend Frans. Nederlands sprak hij voldoende om een gesprek te kunnen voeren. Gedurende zijn leven heeft Adams ernaar gestreefd om zijn Nederlands te verbeteren, op een gegeven moment vertaalde hij een pagina tekst per dag. Een aantal officiële documenten die hij vertaald heeft, werden naar het Amerikaanse ministerie van Buitenlandse Zaken gestuurd, opdat Adams’ studies een nuttig doel hadden.
Naast de twee talen die hij vloeiend sprak, studeerde hij Italiaans, maar hij gaf toe dat hij weinig voortgang boekte doordat hij niemand had om de taal mee te spreken. Adams kon ook zeer goed Latijn lezen, ook hiervan vertaalde hij een pagina per dag en hij bestudeerde in zijn vrije tijd het Oud-Grieks.

### Martin Van Buren
Martin Van Buren was de enige Amerikaanse President die het Engels niet als zijn moedertaal had. Hij is geboren in Kinderhook, New York, een gemeenschap hoofdzakelijk bestaande uit Nederlandssprekenden. Thuis sprak hij dan ook Nederlands. Engels leerde hij als tweede taal terwijl hij naar de lokale school in Kinderhook ging. Hij leerde ook wat Latijn terwijl hij studeerde aan de academie in Kinderhook, daar leerde hij ook het Engels goed spreken.

### William Henry Harrison
William Henry Harrison leerde gedurende ruime tijd op het Hampden-Sydney College Latijn. Zijn favoriete onderwerp om te lezen waren Militaire geschiedenis van het Oude Rome en Julius Caesar uit plaatselijk geschreven stukken (in Latijn uit de tijd zelf). In deze periode leerde hij ook wat Frans.

### John Tyler
John Tyler blonk uit op school, daar leerde hij zowel Latijn als Grieks.

### James K. Polk
Hoewel James K. Polk bij het begin van zijn studie geen achtergrond had aangaande buitenlandse talen, bewees hij een snelle leerling te zijn. Bij het behalen van zijn diploma aan de Universiteit van North Carolina werd hem gevraagd of hij het welkomstwoord wilde doen; dat deed hij in het Latijn. Hij bleek zeer goed te zijn in de klassieke talen, hij behaalde een graad in zowel Grieks als in Latijn.

### James Buchanan
James Buchanan had een traditioneel en klassiek curriculum, met zowel Grieks als Latijn, op het private Old Stone Academie voor hij overstapte naar het Dickinson college. Hij blonk uit in beide talen.

### Rutherford B. Hayes
Rutherford B. Hayes studeerde Latijn en Grieks aan de Isaac Webb school in Middletown, Connecticut. In het begin had hij moeite met de talen, maar al snel raakte hij er meer bedreven in. Hij studeerde ook nog korte tijd Frans aan dezelfde school.

### James A. Garfield
James A. Garfield kon Latijn en Oudgrieks. Als eerste ambidextere president vermaakte Garfield zijn vrienden door hen vragen te laten stellen en deze gelijktijdig met een hand schrijvend in Latijn en de ander Grieks schrijvend te beantwoorden.

### Chester A. Arthur
Chester A. Arthur stond erom bekend dat hij met gemak kon converseren met anderen in het Latijn en Grieks.

## 20e eeuw

### Theodore Roosevelt
Theodore Roosevelt sprak als tweede taal Frans. Een buitenlandse correspondent schreef dat hij, hoewel hij duidelijk en snel sprak, Frans sprak met een Duits accent. Hij kon zowel Duits als Frans zeer goed lezen en had in zijn persoonlijke bibliotheek een groot aantal boeken geschreven in beide talen. Hij las regelmatig fictie, filosofische, religieuze en historische boeken in beide talen. Hij was goed in informele discussies in het Frans en hield twee publieke toespraken in het Frans in de Caraïben in 1916. Hij erkende dat hij ongebruikelijke grammatica gebruikte “zonder tijd of geslacht”, hoewel hij snel Frans sprak en anderen kon verstaan. John Hay, Minister van Buitenlandse Zaken onder Roosevelt, zei dat Roosevelt vreemd sprak, grammaticaal incorrect Frans, maar dat hij nooit moeilijk te begrijpen was.
Hoewel hij de taal goed kon lezen en begrijpen, had Roosevelt wel moeite met het spreken van Duits. Wanneer Roosevelt met een Duits sprekend persoon trachtte te spreken, moest hij zich verontschuldigen voor het verknoeien van de poging.
Roosevelt kon ook Italiaans lezen, maar niet vloeiend. Hoewel hij ook Grieks en Latijn heeft bestudeerd, vond hij het “een vreselijk karwei” om ze te vertalen.

### Woodrow Wilson
Woodrow Wilson leerde Duits als onderdeel van zijn Ph.D in geschiedenis en politicologie aan de Johns Hopkins-universiteit. Desondanks heeft hij nooit geclaimd bekwaam te zijn in het spreken van de Duitse taal. Desondanks las hij gedurende reizen, waar mogelijk, wel Duitse boeken. Hij klaagde regelmatig over de tijd en de moeite die het hem kostte om de boeken te lezen.

### Herbert Hoover

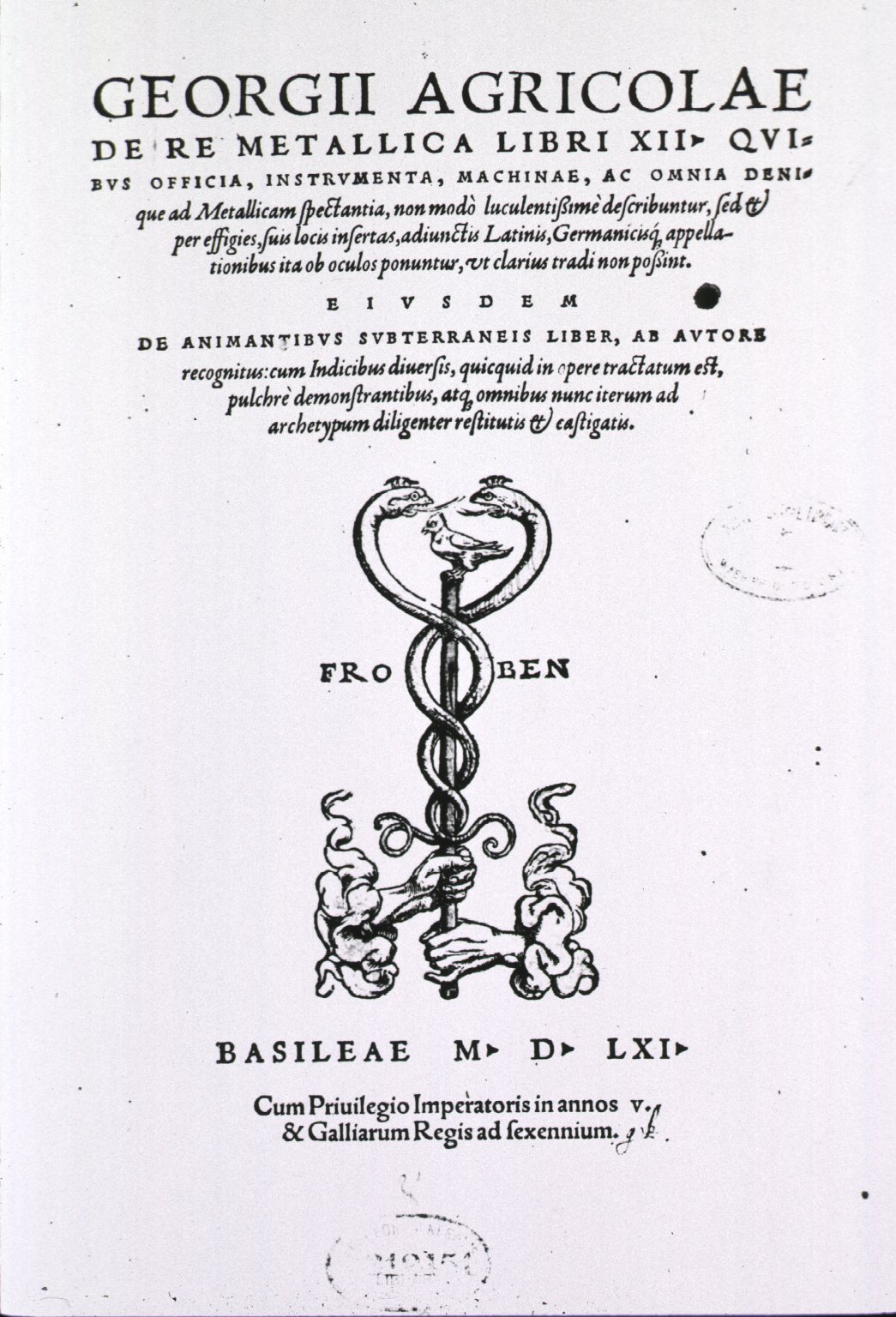
De Latijnse editie van De re metallica uit 1556.

Herbert Hoover sprak vloeiend Mandarijn; hij heeft als jonge mijnwerker in China gewoond. Met zijn vrouw, Lou Henry Hoover, sprak hij in het openbaar vaak in het Mandarijn, zodat anderen niet mee konden luisteren.
De Hoovers hebben samen een boek uit het Latijn vertaald naar het Engels. Ze hebben er vijf jaar over gedaan, daarbij hebben zij veel vrije tijd opgeofferd om het boek De re metallica te vertalen. Terwijl hij aan de Stanford Universiteit studeerde had Hoover toegang tot de uitgebreide bibliotheek van John Casper Branner, waar hij het belangrijke mijnboek vond, dat niet volledig naar het Engels vertaald was.] Jarenlang werden vijf nachten per week gespendeerd aan het vertalen van het boek, inclusief het benoemen van dingen die de auteur nauwelijks had beschreven.

### Franklin Roosevelt
Franklin Delano Roosevelt sprak zowel Duits als Frans. Hij is opgevoed met beide talen, doordat zijn vroege educatie bestond uit gouvernantes uit Europa die hem voorbereidden voor kostschool gedurende zijn tienertijd. Hij heeft twee gouvernantes gehad, één uit Duitsland en één uit Frankrijk, zij hebben hem hun eigen talen geleerd. Een Zwitserse gouvernante, Jeanne Sandoz, heeft hem beide talen beter geleerd. Ze legde vooral nadruk op het Frans. Zij heeft hem met name het Frans beter kunnen leren. Roosevelt heeft een zomer gedurende zijn scholing in Duitsland doorgebracht; zowel de tijd met zijn docenten en de frequente reizen hebben eraan bijgedragen dat hij het Duits en Frans meester werd, desondanks sprak hij beide talen met een overduidelijk New England accent. Hoewel hij nooit echt het Latijn meester is geworden, heeft zijn gouvernante het hem geleerd.

### Jimmy Carter
Jimmy Carter heeft een functionele beheersing van het Spaans, maar hij heeft het nooit grammaticaal correct gebezigd. Carter heeft de taal gestudeerd aan de United States Naval Academy en continueerde zijn studies nadat hij officier was bij de United States Navy. Hij sprak het bijna vloeiend, maar maakte grappen over zijn soms gebrekkige begrip van de taal terwijl hij aan het praten was met Spaanssprekenden. Carter heeft een aantal toespraken in het Spaans gehouden, deze heeft hij zelf geschreven en hij sprak soms tegen constituenten in het Spaans.

### Bill Clinton
Bill Clinton moest als eerstejaarsstudent aan de Georgetown Universiteit een buitenlandse taal kiezen, hij koos voor Duits. Als reden voor deze keuze gaf hij op: “Ik ben onder de indruk van de duidelijkheid en precisie van de taal.” Hij kan gesprekken voeren in het Duits. Hij heeft ook een speech onder de Brandenburger Tor in het Duits gegeven, hierbij heeft hij aan ongeveer 500 000 Duitsers plechtig beloofd dat "Amerika steht an Ihrer Seite jetzt und für immer" (Amerika staat aan uw kant, nu en voor altijd).

## 21e eeuw

### George W. Bush

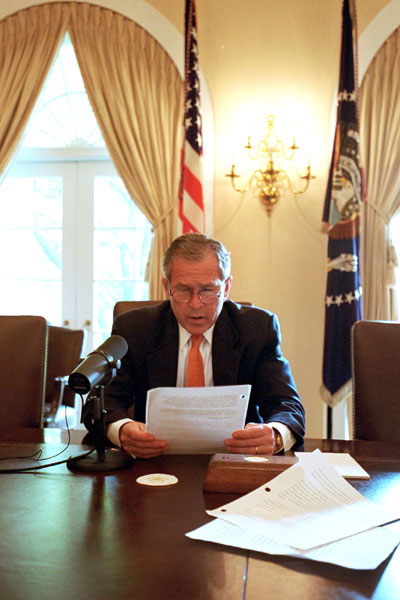
George W. Bush op 5 mei 2001, houdt als eerste president de Wekelijkse Radio Toespraak van de President van de Verenigde Staten in zowel Engels als Spaans.

George W. Bush spreekt Spaans en heeft ook toespraken in deze taal gegeven. Hij toonde een beheersingsniveau van Spaans II in een Spaanstalige persconferentie.

### Barack Obama
Barack Obama zelf zegt geen buitenlandse talen te beheersen. Anderen daarentegen, waaronder de voormalig president van Indonesië Susilo Bambang Yudhoyono, beweren dat hij Indonesisch op gespreksniveau spreekt. Hij leerde de taal terwijl hij met zijn moeder en stiefvader (een Indonesiër) in Jakarta woonde vanaf zijn zesde tot zijn tiende. Yudhoyono bemerkte dat Obama  in een telefoongesprek de taal behoorlijk vloeiend sprak. Spaans kan hij met een redelijk accent spreken, maar hij geeft toe er "slechts 15 woorden" in te beheersen.

## Vergelijkingstabel
| President | President                        | Nederlands | Latijn   | Grieks   | Frans    | Duits    | Italiaans | Spaans   | Andere      |
| --------- | -------------------------------- | ---------- | -------- | -------- | -------- | -------- | --------- | -------- | ----------- |
| 2         | John Adams                       |            | Vloeiend | Vloeiend |          |          |           |          |             |
| 3         | Thomas Jefferson                 |            | Vloeiend | Vloeiend | Vloeiend |          | Vloeiend  | Vloeiend | Arabisch    |
| 4         | James Madison                    |            | Vloeiend | Vloeiend |          |          |           |          | Hebreeuws   |
| 5         | James Monroe                     |            |          |          | Vloeiend |          |           |          |             |
| 6         | John Quincy Adams                | Redelijk   | Vloeiend | Redelijk | Vloeiend | Vloeiend | Redelijk  |          | Russisch    |
| 8         | Martin Van Buren                 | Moedertaal | Redelijk |          |          |          |           |          |             |
| 9         | William Henry Harrison           |            | Vloeiend |          | Redelijk |          |           |          |             |
| 10        | John Tyler                       |            | Vloeiend | Vloeiend |          |          |           |          |             |
| 11        | James Knox Polk                  |            | Vloeiend | Vloeiend |          |          |           |          |             |
| 15        | James Buchanan                   |            | Vloeiend | Vloeiend |          |          |           |          |             |
| 19        | Rutherford Birchard Hayes        |            | Vloeiend | Vloeiend |          |          |           |          |             |
| 20        | James Abram Garfield             |            | Vloeiend | Vloeiend |          |          |           |          |             |
| 21        | Chester Alan Arthur              |            | Vloeiend | Vloeiend |          |          |           |          |             |
| 26        | Theodore Roosevelt               |            |          |          | Vloeiend | Vloeiend | Redelijk  |          |             |
| 28        | Thomas Woodrow Wilson            |            |          |          |          | Vloeiend |           |          |             |
| 31        | Herbert Clark Hoover             |            | Vloeiend |          |          |          |           |          | Mandarijn   |
| 32        | Franklin Delano Roosevelt        |            | Redelijk |          | Vloeiend | Vloeiend |           |          |             |
| 39        | James Earl (Jimmy) Carter        |            |          |          |          |          |           | Redelijk |             |
| 42        | William Jefferson (Bill) Clinton |            |          |          |          | Redelijk |           |          |             |
| 43        | George Walker Bush               |            |          |          |          |          |           | Redelijk |             |
| 44        | Barack Hussein Obama             |            |          |          |          |          |           |          | Indonesisch |